# ماغنوس كاتو
ماغنوس كاتو (بالسويدية: Magnus Cato)‏ هو لاعب كرة يد سويدي، ولد في 30 يونيو 1967 في غوتنبرغ في السويد. لعب مع Redbergslids IK ‏.

## وصلات خارجية
- ماغنوس كاتو على موقع أوليمبيديا (الإنجليزية)
- ماغنوس كاتو على موقع اللجنة الأولمبية السويدية (السويدية)